# Обласок

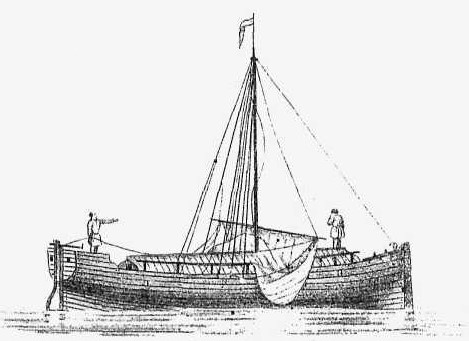
Изображение обласа из книги чертежей и рисунков, составленных П. А. Богославским к книге о купеческом судостроении в России

Обласо́к, о́блас — сибирская гребная лодка-долблёнка, используемая коренным (южные селькупы, ханты, манси, кеты) и старожильческим русским населением Западной и Средней Сибири на таёжных реках. Изготавливается без киля. Их внутреннюю часть выбирали или прожигали. Возможно, обласки стали делать с освоением металла, то есть около 3 тыс. лет назад, выбирая внутреннюю часть ствола с помощью прожига или каменных и костяных орудий.
Другие названия обласа: облсишко, обласко, обласка, обласок, облос, ибласок.

## Изготовление обласа
Изготавливается из крупных кусков дерева (кедр, осина, тополь-осокорь), смолится (заливается гудроном) длиной до 4 и более метров. После того как дерево свалено, отрубается нужный кусок, смотря по тому, на сколько человек рассчитана будущая посудина. Два размаха рук — обласок на одного человека. В мае наступал период «гуси-утки прилетают». Это самый подходящий срок для выбора лодочной заготовки — у деревьев появляются почки. Дерево выбирают на сухих, возвышенных местах. Желательно подобрать ствол с прогибом — выгнутая сторона будет дном будущего обласа. Днище лодки слегка уплощённое.
Чтобы не раскололась древесина облас делают в тени, а когда делают остановку в работе поверхность лодки прикрывают мхом, берестой или брезентом. Инструменты для изготовления: тесло, лучковое сверло, топор. Топором делается разрез по всей длине лодки и выбирается середина ствола. Для сохранения равновесия в лодке следят, чтобы стенки лодки были одинаковой толщины. Для этого сверлят снаружи луковым сверлом равномерно весь обласок и вгоняют шпеньки «в указательный палец того, кто будет плавать» (до 200 штук). Чтобы шпеньки были нужной длины, выстрагивается дощечка, в которой просверливаются отверстия — ровно столько, сколько шпеньков и сколько отверстий в обласке. В отверстия вгоняются палочки и обрезаются с обеих сторон. Дощечку с одной стороны натирают сажей, выбивают шпеньки и вбивают их окрашенной стороной внутрь обласка. Вынимают теслами древесину до того момента, как покажутся окрашенные шпеньки.
Борта лодки разводятся методом распаривания и расширения бортов c установкой постоянных распорок. Неудачные расщепы, трещины просто заливались древесной смолой (в поздние времена — гудроном).
«У неумелого мастера лодка трескается, тогда её сшивают кедровым корнем, а трещины заливают смолой. Но хороший мастер лодку-долбленку не смолит: она должна быть лёгкой, чтобы её можно было носить на плече».
Новый облас виден на воде, поэтому его натирают смесью сажи с сосновой или пихтовой смолой.
Доведённая до удивительного совершенства, долблёнка бесшумно скользит по воде, управляемая только одним веслом, без киля. Длина весла из ели длиной от 1 до 1,5 м.